# Edward Czesak
Edward Stanisław Czesak (ur. 22 lutego 1951 w Tarnowie) – polski polityk, inżynier mechanik, poseł na Sejm V, VI i VII kadencji, poseł do Parlamentu Europejskiego VIII kadencji.

## Życiorys
Ukończył w 1976 studia na Wydziale Maszyn Górniczych i Hutniczych Akademii Górniczo-Hutniczej w Krakowie (magister inżynier mechanik). Odbył studia podyplomowe na Wydziale Ekonomiki Akademii Ekonomicznej w Krakowie (obrót gospodarki środkami produkcji, ukończone w 1979) oraz w Studium Prawno-Samorządowym (konstytucyjne podstawy samorządu, ukończone w 2003). Prowadził własną działalność gospodarczą. W latach 1998–2002 pełnił funkcję przewodniczącego rady miasta i gminy Brzesko (uzyskał mandat radnego z listy Akcji Wyborczej Solidarność).
W 2005 z listy Prawa i Sprawiedliwości został wybrany na posła V kadencji w okręgu tarnowskim liczbą 7529 głosów. W wyborach parlamentarnych w 2007 po raz drugi uzyskał mandat poselski, otrzymując 17 944 głosy. W wyborach do Sejmu w 2011 z powodzeniem ubiegał się o reelekcję, dostał 18 787 głosów. Bezskutecznie kandydował w wyborach do Parlamentu Europejskiego w 2014, jednak mandat europosła VIII kadencji przypadł mu w 2015 po wyborze Andrzeja Dudy na prezydenta RP. W 2019 nie wystartował w kolejnych wyborach europejskich. W październiku tego samego roku został powołany na członka zarządu województwa małopolskiego, zastępując wybraną do Sejmu Annę Pieczarkę. Zrezygnował z tej funkcji w listopadzie 2020. Kiklka lat później wystąpił z PiS.

## Odznaczenia
- Krzyż Kawalerski Orderu Odrodzenia Polski (2025)[7]